# Creeping Death
„Creeping Death“ je skladba americké thrashmetalové skupina Metallica. Vyšla jako druhý singl z jejich druhého alba Ride the Lightning. Napsána byla z pohledu anděla smrti a popisuje deset ran egyptských (Exodus 12:29). Jde o jednu z nejhranějších skladeb Metallicy (k 25. říjnu 2011 byla hrána živě 1346×, druhá po „Master of Puppets“ hrané 1379×),